# Martin Wülfing

Martin Wülfing

August Robert Martin Wülfing (* 1. Dezember 1899 in Berlin; † 30. Juli 1986 in West-Berlin) war ein deutscher Politiker (NSDAP) und Buchhändler.

## Leben und Wirken
Wülfings Vater Robert Wülfing stammte aus Wuppertal und war Stadtmissionar, seine Mutter war Aletta Wülfing, geborene Meigen. Nach dem Besuch des Friedrich-Werderschen Gymnasiums in Berlin bis zur Primareife gehörte Martin Wülfing der Preußischen Armee an, mit der er ab 1917 am Ersten Weltkrieg teilnahm. Anschließend absolvierte er eine Buchhändlerlehre und ein Volontariat bei der Vaterländischen Verlags- und Kunstanstalt in Berlin, um dann bei den Buchhändlern Walter de Gruyter & Co. und Julius Springer zu arbeiten. Im April 1924 trat er als Mitarbeiter in die Haude & Spenersche Verlagsbuchhandlung in Berlin-Steglitz ein, 1929 wurde er Prokurist, 1935 dann Mitinhaber der Verlagsbuchhandlung. Seit 1925 war er mit Hildegard, geborene Schulze, verheiratet.
Im Jahr 1926 trat Wülfing in die NSDAP ein, in der er verschiedene Ehrenämter ausübte, so bis 1936 das eines Gauinspekteurs im Gau Berlin. 1935 wurde er von Joseph Goebbels in den Präsidialrat der Reichsschrifttumskammer berufen, ab September 1937 war er Landesleiter Schrifttum in Berlin. Außerdem leitete er die Fachschaft Verlag. Zudem war er ab 1934 stellvertretender Vorsitzender des Börsenvereins der Deutschen Buchhändler und des Bundes reichsdeutscher Buchhändler.
Im Jahr 1933 war Wülfing einige Monate lang Mitglied des Preußischen Landtages. Von November 1933 bis zum Ende der NS-Herrschaft im Frühjahr 1945 saß er außerdem als Abgeordneter für den Wahlkreis 3 (Berlin Ost) im nationalsozialistischen Reichstag.
Nach Ende des Zweiten Weltkrieges internierte die sowjetische Geheimpolizei NKWD Wülfing 1945 in einem sowjetischen Speziallager. Bei der Auflösung der Lager an die DDR-Justiz übergeben, verurteilte ihn diese 1950 in den Waldheimer Prozessen zu mindestens 10 Jahren Haft. Wülfing saß die Strafe in den Zuchthäusern Waldheim und Bautzen bis zur vorzeitigen Entlassung 1956 ab und flüchtete sofort nach West-Berlin. Dort lebte er im Bezirk Reinickendorf. Im Jahr 1958 verkaufte er die Haude & Spenersche Verlagsbuchhandlung.